# Manuele Tarozzi
Manuele Tarozzi (Faenza, 20 juni 1998) is een Italiaans wielrenner die anno 2022 rijdt voor Bardiani CSF Faizanè.

## Carrière
In 2019 won Tarozzi verschillende amateurkoersen en werd hij elfde in de Trofeo Città di Brescia en tiende in de Giro del Medio Brenta. Een jaar later werd hij zevende in de door Alejandro Ropero gewonnen openingsetappe van de Ronde van Italië voor beloften. Na een stage in 2021 bij Androni Giocattoli-Sidermec werd Tarozzi in 2022 prof bij Bardiani CSF Faizanè. Namens die ploeg werd hij in juni twintigste op het nationale kampioenschap tijdrijden, waar hij vijfenhalve minuut langzamer was dan winnaar Filippo Ganna.

## Palmares

### Overwinningen
2023
Bergklassement Ronde van San Juan
7e etappe Ronde van Rwanda
2024
3e etappe Ronde van het Qinghaimeer
6e etappe Ronde van Langkawi
2025
Bergklassement Tirreno-Adriatico

### Resultaten in voornaamste wedstrijden
| Jaar | Ronde van Italië | Ronde van Frankrijk | Ronde van Spanje |
| ---- | ---------------- | ------------------- | ---------------- |
| 2023 |                  |                     |                  |
| 2024 | 102e             |                     |                  |
| 2025 | 91e              |                     |                  |

| Jaar | Milaan-San Remo |
| ---- | --------------- |
| 2023 | 155e            |
| 2024 |                 |
| 2025 | 101e            |

## Ploegen
- 2021 –  Androni Giocattoli-Sidermec (stagiair vanaf 1 augustus)
- 2022 –  Bardiani CSF Faizanè
- 2023 –  Green Project-Bardiani-CSF-Faizanè
- 2024 –  VF Group-Bardiani CSF-Faizanè
- 2025 –  VF Group-Bardiani CSF-Faizanè

Battaglin · Bonillo · Cañaveral · Colnaghi · Covili · El Gouzi · Fiorelli · Gabburo · Marcellusi · Martinelli · Mazzucco · Modolo · Mulubrhan (vanaf 21/4) · Nieri · Pellizzari · Pinarello · Rastelli · Santaromita · Tarozzi · Tolio · Tonelli · Trainini (tot 5/4) · Visconti (tot9/3) · Zana · Zanoncello · Zoccarato · Magli (stagiair)
Bonillo · Colnaghi · Conforti · Covili · El Gouzi · Fiorelli · Gabburo · Lucca · Magli · Marcellusi · Martinelli ·  Mulubrhan · Nieri · Paletti · Pellizzari · Petrucci (tot 9/2) · Pinarello · Rastelli · Santaromita · Scalco · Scott (tot 20/7) · Tarozzi · Tolio · Tonelli · Zanoncello · Zoccarato · Cadena (stagiair) · Cavallo (stagiair) · Rojas (stagiair)
Biagini · Colnaghi · Conforti · Covili · Fiorelli · Gabburo · Lucca · Magli · Marcellusi · Martinelli · Paletti · Pellizzari · Pinarello · Pinazzi · Pozzovivo (vanaf 25/2) · Rojas · Scalco · Tarozzi · Tolio · Tonelli · Turconi · Zanoncello · Zoccarato